# Бахр-ель-Газаль (ваді)
Бахр-ель-Газаль (араб. بحر الغزال) — ваді в центральному Чаді.

## Опис
Бахр-ель-Газаль розташований у Чадській Сахарі та є річищем, що дренує озеро Чад.
Він обмежує максимальний рівень води, відводячи воду в западину Боделе.
Таким чином, він є продовженням долини Шарі, головної притоки озера Чад, що протікає через провінції Хаджер-Ламіс, Барх-ель-Газель і Борку.
Сьогоднішнє сухе річище функціонувало як палеорічка у сточищі озера Мега-Чад, що зникло близько 1000 р до нашої ери.
Востаннє вода проникала на 50 км у Бахр-ель-Газаль в 1962 та 1964 рр.

Долина Бахр-ель-Газаль має свій початок на березі озера Чад, на його південному сході за архіпелагом затоплених дюн із долинами дюн, які затоплюються під час повеней.
Це місце приблизно за 60 км на північ від міста Массагет.
Долина петляє в загальному північно-північно-східному напрямку через дюни до Ерг-Діураба
 .
Бахр-ель-Газаль можна простежити як ваді до міста Коро-Торо, але теоретично він закінчується лише в найнижчій точці западини Боделе на висоті 150 м над рівнем моря, приблизно за 130 км перед Фая-Ларжо.